# Hl. Bruder Konrad (Unterhausen)

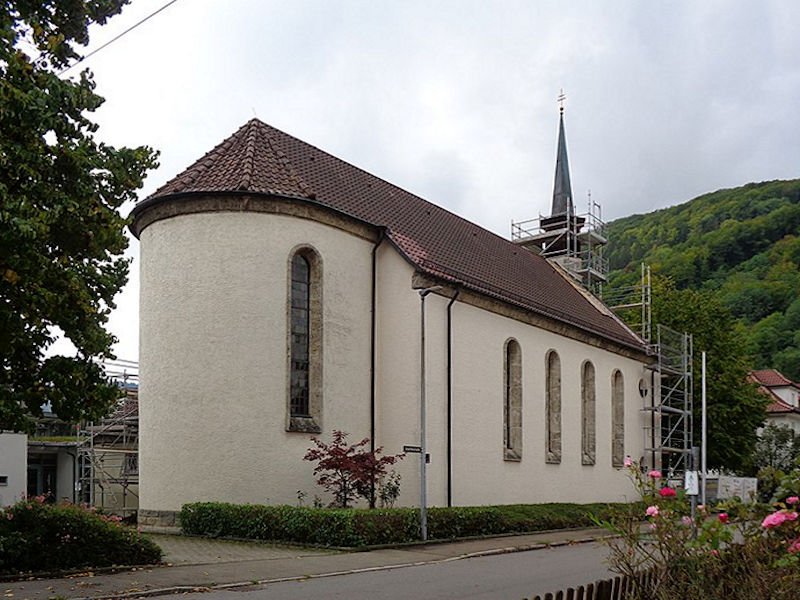

Hl. Bruder Konrad ist ein Kirchengebäude der katholischen Kirche in Lichtenstein im Landkreis Reutlingen in Baden-Württemberg. Sie liegt im Ortsteil Unterhausen und gehört gemeinsam mit St. Wolfgang in Pfullingen zur Katholischen Kirchengemeinde St. Wolfgang.
Da Unterhausen seit der Reformation evangelisch war, fanden dort lange keine katholischen Gottesdienste statt. Erst in den 1920er-Jahren, als Gastarbeiter in die Gemeinde kamen, wohnten dort wieder Katholiken. Am 30. November 1934 fand der Spatenstich und am 26. Dezember 1934 die Grundsteinlegung für den Neubau einer Saalkirche mit Apsis nach Plänen der Architekten Hans Lütkemeier und Martin Schilling statt. Am 4. Mai 1935 wurde das Richtfest gefeiert, am 22. September 1935 die Weihe. Am selben Tag traf auch ein Reliquienkästchen für den Hochaltar in Unterhausen ein.
Die Kirche erhielt 1945 eine gebrauchte Orgel aus Uttenweiler, die vermutlich 1857 erbaut und 1890 umgebaut wurde und bis 1999 in Dienst war. 2000 wurde die neue Orgel von der Firma Späth eingeweiht.
Die Katholische Kirchengemeinde St. Wolfgang gehört zum Dekanat Reutlingen-Zwiefalten in der Diözese Rottenburg-Stuttgart. Zum 1. Januar 2020 schlossen sich die Kirchengemeinden St. Wolfgang in Pfullingen und Hl. Bruder Konrad in Lichtenstein, die zuvor bereits die Seelsorgeeinheit Echaztal bildeten, zu einer Kirchengemeinde zusammen. Die Gemeinde umfasst heute in Pfullingen und Lichtenstein insgesamt 5400 Gemeindeglieder.